# Saalmuellerana schoenheiti
Saalmuellerana schoenheiti är en fjärilsart som beskrevs av Embrik Strand 1912. Saalmuellerana schoenheiti ingår i släktet Saalmuellerana och familjen nattflyn. Inga underarter finns listade.